# Corynis amoena
Corynis amoena är en stekelart som först beskrevs av Johann Christoph Friedrich Klug 1834.  Corynis amoena ingår i släktet Corynis, och familjen klubbhornsteklar. Enligt den finländska rödlistan är arten sårbar i Finland. Arten har ej påträffats i Sverige. Artens livsmiljö är åsmoskogar.